# Westport (New York)
Pour les articles homonymes, voir Westport.
Westport est une municipalité (town) américaine  de l'État de New York, située dans le comté d'Essex.

## Géographie
La municipalité s'étend sur 173,04 km2 (dont 22,37 km2 en eau) dans le parc Adirondack, au nord-est du comté d'Essex et est bordée par le lac Champlain à l'est, à la frontière avec l'État du Vermont,. Elle comprend les localités de Westport, établie sur la rive occidentale du lac Champlain, et Wadhams, à 5 km au nord.
| Lewis         | Essex    | Ferrisburgh (Vermont) |
| Elizabethtown | Westport | Lac Champlain         |
|               | Moriah   | Panton (Vermont)      |

## Histoire
Le village est fondé en 1764 sur une étendue de 2 300 acres (9,3 km2) par William Gilliland, qui est le créateur également des localités voisines d'Elizabethtown et de Willsboro. La première colonie est entièrement détruite pendant la guerre d'indépendance et reconstruite à partir de 1785.
La municipalité est créée en 1815 par détachement d'Elizabethtown. En 1907, la localité centrale de Westport prend le statut de village qu'elle abandonne le 31 décembre 1992.

## Politique et administration
La municipalité est administrée par un superviseur et un conseil de quatre membres élus pour deux ans.

## Transports
La gare de Westport est desservie par l'Adirondack (train) de la compagnie ferroviaire Amtrak, qui joint la ville de New-York à Montréal.  

## Personnalités
- John T. Cutting (en) (1844-1911), représentant de la Californie à la Chambre des représentants des États-Unis ,
- Jeannette Marks (1875-1964), poète, nouvelliste, dramaturge, professeure  de littérature anglaise au Mount Holyoke College,
- John Eugene Osborne (en) (1858-1943), gouverneur du Wyoming,
- Casey Patten (en) (1874-1935), champion de baseball,
- Ross Turner (1847-1915), peintre[5],